# Équipe de Russie féminine de handball aux Jeux olympiques d'été de 2016
Cet article relate le parcours de l'Équipe de Russie féminine de handball aux Jeux olympiques d'été de 2016, organisé au Brésil. Il s'agit de la 3e participation de la Russie aux Jeux olympiques, auxquelles s'ajoutent les 4 participations en tant qu'Union soviétique.
En net déclin depuis leur dernier titre de Champion du monde en 2009, les Russes créent la surprise en réalisant un parcours parfait : victorieuses de leurs 5 matchs de poules, les Russes éliminent l'Angola en quart de finale puis écarte après prolongations la Norvège, double tenante du titre, en demi-finale. En finale, la Russie s'impose face à la France 22 à 19.

## Effectif
Remarque : Tatiana Erokhina a été appelée en phase de poule pour pallier la blessure d'Anna Sedoïkina.

## Résultats

### Poule B
Classement
|   | Équipe       | Pts | J | G | N | P | Bp  | Bc  | Diff |
| - | ------------ | --- | - | - | - | - | --- | --- | ---- |
| 1 | Russie       | 10  | 5 | 5 | 0 | 0 | 165 | 147 | 18   |
| 2 | France       | 8   | 5 | 4 | 0 | 1 | 118 | 93  | 25   |
| 3 | Suède        | 5   | 5 | 2 | 1 | 2 | 150 | 141 | 9    |
| 4 | Pays-Bas     | 4   | 5 | 1 | 2 | 2 | 135 | 135 | 0    |
| 5 | Corée du Sud | 3   | 5 | 1 | 1 | 3 | 130 | 136 | -6   |
| 6 | Argentine    | 0   | 5 | 0 | 0 | 5 | 101 | 147 | -46  |

|  | Qualifié pour les quarts de finale                                                                                     |
|  | Éliminé |
|  | Pts points ; J joués ; G victoires ; N nuls ; P défaites BP buts marqués ; BC buts encaissés ; Diff différence de buts |

Remarque : toutes les heures sont locales (UTC−3). En Europe (UTC+2), il faut donc ajouter 5 heures.
| 6 août 2016 14 h 40 | Russie      | 30 - 25   | Corée du Sud | Future Arena, Rio de Janeiro Affluence : 6 975 Arbitrage : Santos, Fonseca |
| 6 août 2016 14 h 40 | Soudakova 6 | (12 - 13) | Jung, Kim 6  | Future Arena, Rio de Janeiro Affluence : 6 975 Arbitrage : Santos, Fonseca |
| 6 août 2016 14 h 40 | ×3          | Rapport   | ×4 ×7 ×1     | Future Arena, Rio de Janeiro Affluence : 6 975 Arbitrage : Santos, Fonseca |

| 8 août 2016 11 h 30 | France       | 25 - 26   | Russie        | Future Arena, Rio de Janeiro Affluence : 4 980 Arbitrage : Lah, Sok |
| 8 août 2016 11 h 30 | Lacrabère 11 | (10 - 15) | Kouznetsova 6 | Future Arena, Rio de Janeiro Affluence : 4 980 Arbitrage : Lah, Sok |
| 8 août 2016 11 h 30 | ×3 ×6        | Rapport   | ×4            | Future Arena, Rio de Janeiro Affluence : 4 980 Arbitrage : Lah, Sok |

| 10 août 2016 14 h 40 | Russie                    | 36 - 34   | Suède      | Future Arena, Rio de Janeiro Affluence : 5 681 Arbitrage : Pinto, Menezes |
| 10 août 2016 14 h 40 | Bobrovnikova, Dmitrieva 6 | (15 - 18) | Gulldén 11 | Future Arena, Rio de Janeiro Affluence : 5 681 Arbitrage : Pinto, Menezes |
| 10 août 2016 14 h 40 | ×4 ×3 ×1                  | Rapport   | ×3 ×6 ×1   | Future Arena, Rio de Janeiro Affluence : 5 681 Arbitrage : Pinto, Menezes |

| 12 août 2016 19 h 50 | Russie       | 35 - 29   | Argentine | Future Arena, Rio de Janeiro Affluence : 6 948 Arbitrage : Mousaviyan, Kolahdouzan |
| 12 août 2016 19 h 50 | Viakhireva 7 | (20 - 18) | Pizzo 6   | Future Arena, Rio de Janeiro Affluence : 6 948 Arbitrage : Mousaviyan, Kolahdouzan |
| 12 août 2016 19 h 50 | ×3 ×11       | Rapport   | ×4 ×7     | Future Arena, Rio de Janeiro Affluence : 6 948 Arbitrage : Mousaviyan, Kolahdouzan |

| 14 août 2016 14 h 40 | Pays-Bas  | 34 - 38   | Russie  | Future Arena, Rio de Janeiro Affluence : 8 542 Arbitrage : Lah, Sok |
| 14 août 2016 14 h 40 | Polman 12 | (16 - 17) | Ilina 8 | Future Arena, Rio de Janeiro Affluence : 8 542 Arbitrage : Lah, Sok |
| 14 août 2016 14 h 40 | ×3 ×6     | Rapport   | ×2 ×4   | Future Arena, Rio de Janeiro Affluence : 8 542 Arbitrage : Lah, Sok |

### Phase finale
|  | Quarts de finale                              | Quarts de finale                              |                                               |                                               | Demi-finales                                  | Demi-finales                                  |      |  | Finale                                        | Finale                                        |
|  | Quarts de finale                              | Quarts de finale                              |                                               |                                               | Demi-finales                                  | Demi-finales                                  |      |  | Finale                                        | Finale                                        |
|  |                                               |                                               |                                               |                                               |                                               |                                               |      |  |                                               |                                               |
|  | 16 août, 10h00, Future Arena (Rio de Janeiro) | 16 août, 10h00, Future Arena (Rio de Janeiro) |                                               |                                               | 18 août, 15h30, Future Arena (Rio de Janeiro) | 18 août, 15h30, Future Arena (Rio de Janeiro) |      |  | 20 août, 15h30, Future Arena (Rio de Janeiro) | 20 août, 15h30, Future Arena (Rio de Janeiro) |
|  | 16 août, 10h00, Future Arena (Rio de Janeiro) | 16 août, 10h00, Future Arena (Rio de Janeiro) |                                               |                                               | 18 août, 15h30, Future Arena (Rio de Janeiro) | 18 août, 15h30, Future Arena (Rio de Janeiro) |      |  | 20 août, 15h30, Future Arena (Rio de Janeiro) | 20 août, 15h30, Future Arena (Rio de Janeiro) |
|  | [A1] Brésil                                   | 23                                            |                                               |                                               | 18 août, 15h30, Future Arena (Rio de Janeiro) | 18 août, 15h30, Future Arena (Rio de Janeiro) |      |  | 20 août, 15h30, Future Arena (Rio de Janeiro) | 20 août, 15h30, Future Arena (Rio de Janeiro) |
|  | [A1] Brésil                                   | 23                                            |                                               |                                               | 18 août, 15h30, Future Arena (Rio de Janeiro) | 18 août, 15h30, Future Arena (Rio de Janeiro) |      |  | 20 août, 15h30, Future Arena (Rio de Janeiro) | 20 août, 15h30, Future Arena (Rio de Janeiro) |
|  | [B4] Pays-Bas                                 | 32                                            |                                               |                                               | 18 août, 15h30, Future Arena (Rio de Janeiro) | 18 août, 15h30, Future Arena (Rio de Janeiro) |      |  | 20 août, 15h30, Future Arena (Rio de Janeiro) | 20 août, 15h30, Future Arena (Rio de Janeiro) |
|  | [B4] Pays-Bas                                 | 32                                            | Pays-Bas                                      | 23                                            |                                               |                                               |      |  | 20 août, 15h30, Future Arena (Rio de Janeiro) | 20 août, 15h30, Future Arena (Rio de Janeiro) |
|  | 16 août, 13h30, Future Arena (Rio de Janeiro) |                                               | Pays-Bas                                      | 23                                            |                                               |                                               |      |  | 20 août, 15h30, Future Arena (Rio de Janeiro) | 20 août, 15h30, Future Arena (Rio de Janeiro) |
|  |                                               | France                                        | 24                                            |                                               |                                               |                                               |      |  | 20 août, 15h30, Future Arena (Rio de Janeiro) | 20 août, 15h30, Future Arena (Rio de Janeiro) |
|  | [A3] Espagne                                  | France                                        | 24                                            | 26                                            |                                               |                                               |      |  | 20 août, 15h30, Future Arena (Rio de Janeiro) | 20 août, 15h30, Future Arena (Rio de Janeiro) |
|  | [A3] Espagne                                  |                                               |                                               | 26                                            |                                               |                                               |      |  | 20 août, 15h30, Future Arena (Rio de Janeiro) | 20 août, 15h30, Future Arena (Rio de Janeiro) |
|  | [B2] France                                   | 27ap                                          |                                               |                                               |                                               |                                               |      |  | 20 août, 15h30, Future Arena (Rio de Janeiro) | 20 août, 15h30, Future Arena (Rio de Janeiro) |
|  | [B2] France                                   | 27ap                                          | France                                        | 19                                            |                                               |                                               |      |  |                                               |                                               |
|  | 16 août, 17h00, Future Arena (Rio de Janeiro) |                                               | France                                        | 19                                            |                                               |                                               |      |  |                                               |                                               |
|  |                                               | Russie                                        | 22                                            |                                               |                                               |                                               |      |  |                                               |                                               |
|  | [A2] Norvège                                  | Russie                                        | 22                                            | 33                                            |                                               |                                               |      |  |                                               |                                               |
|  | [A2] Norvège                                  | 18 août, 20h30, Future Arena (Rio de Janeiro) |                                               | 33                                            |                                               |                                               |      |  |                                               |                                               |
|  | [B3] Suède                                    | 20                                            |                                               |                                               |                                               |                                               |      |  |                                               |                                               |
|  | [B3] Suède                                    | 20                                            | Norvège                                       | 37                                            |                                               |                                               |      |  |                                               |                                               |
|  | 16 août, 20h30, Future Arena (Rio de Janeiro) | 16 août, 20h30, Future Arena (Rio de Janeiro) | Norvège                                       | 37                                            | Match pour la 3e place                        | Match pour la 3e place                        |      |  |                                               |                                               |
|  | 16 août, 20h30, Future Arena (Rio de Janeiro) | 16 août, 20h30, Future Arena (Rio de Janeiro) |                                               | Russie                                        | Match pour la 3e place                        | Match pour la 3e place                        | 38ap |  |                                               |                                               |
|  | [A4] Angola                                   | 27                                            | 20 août, 11h30, Future Arena (Rio de Janeiro) | 20 août, 11h30, Future Arena (Rio de Janeiro) |                                               |                                               | 38ap |  |                                               |                                               |
|  | [A4] Angola                                   | 27                                            | 20 août, 11h30, Future Arena (Rio de Janeiro) | 20 août, 11h30, Future Arena (Rio de Janeiro) |                                               |                                               |      |  |                                               |                                               |
|  | [B1] Russie                                   | 31                                            |                                               | Pays-Bas                                      | 26                                            |                                               |      |  |                                               |                                               |
|  | [B1] Russie                                   | 31                                            |                                               | Pays-Bas                                      | 26                                            |                                               |      |  |                                               |                                               |
|  |                                               |                                               |                                               |                                               |                                               |                                               |      |  | Norvège                                       | 36                                            |
|  |                                               |                                               |                                               |                                               |                                               |                                               |      |  | Norvège                                       | 36                                            |

#### Quarts de finale
| 16 août 2016 20 h 30 | Angola     | 27 - 31   | Russie        | Future Arena, Rio de Janeiro Arbitrage : Pinto, Menezes |
| 16 août 2016 20 h 30 | Bernardo 8 | (14 - 18) | Kouznetsova 5 | Future Arena, Rio de Janeiro Arbitrage : Pinto, Menezes |
| 16 août 2016 20 h 30 | ×3 ×4      | Rapport   | ×2 ×5         | Future Arena, Rio de Janeiro Arbitrage : Pinto, Menezes |

#### Demi-finale
| 18 août 2016 20 h 30 | Norvège       | 37 - 38 (ap)       | Russie         | Future Arena, Rio de Janeiro Arbitrage : Lah, Sok |
| 18 août 2016 20 h 30 | Mørk 14       | (16 - 18, 31 - 31) | Bobrovnikova 8 | Future Arena, Rio de Janeiro Arbitrage : Lah, Sok |
| 18 août 2016 20 h 30 | Prol. : 6 - 7 |                    |                | Future Arena, Rio de Janeiro Arbitrage : Lah, Sok |
| 18 août 2016 20 h 30 | ×3 ×7         | Rapport            | ×4 ×5          | Future Arena, Rio de Janeiro Arbitrage : Lah, Sok |

#### Finale
| 20 août 2016 15 h 30 | France            | 19 - 22  | Russie       | Future Arena, Rio de Janeiro Affluence : 8 656 Arbitrage : Røen, Arntsen |
| 20 août 2016 15 h 30 | Pineau, Dembélé 5 | (7 - 10) | Viakhireva 5 | Future Arena, Rio de Janeiro Affluence : 8 656 Arbitrage : Røen, Arntsen |
| 20 août 2016 15 h 30 | ×2 ×1             | Rapport  | ×3 ×2        | Future Arena, Rio de Janeiro Affluence : 8 656 Arbitrage : Røen, Arntsen |

## Statistiques et récompenses

### Récompenses
Anna Viakhireva est élue meilleure joueuse du tournoi tandis que sa sœur ainée Polina Kouznetsova et Daria Dmitrieva sont respectivement élues meilleure ailière gauche et meilleure demi-centre.